# مدينة الأمير نايف بن عبد العزيز الرياضية
مدينة الأمير نايف بن عبد العزيز الرياضية هي منشأة رياضية تقع في محافظة القطيف، في المنطقة الشرقية من المملكة العربية السعودية. وقد سميت نسبةً للأمير نايف بن عبد العزيز آل سعود. يستخدم كلاً من نادي الخليج ونادي مضر الملعب لإقامة مباريات كرة القدم. يبعد الملعب حوالي 20 كيلومتر تقريباً عن مطار الملك فهد الدولي. ويتسع لحوالي 12,000 مشجع.

## الموقع والمرافق
يقع الاستاد بين منشآت مدينة الأمير نايف بن عبد العزيز الرياضية، والتي تتكون من:
- الملعب الرديف: وهو ملعب يحتوي على عشب صناعي.
- المسجد.
- الملاعب الخارجية والمواقف ومكاتب الصيانة.
- صالة الألعاب الرياضية.
- صالة السباحة.
- مبنى الإدارة وبيت الشباب.

## وصلات خارجية
- موقع الهيئة السعودية العامة للرياضة الرسمي.